# Levoča
Levoča (lyssna (fil); tyska: Leutschau; ungerska: Lőcse; polska: Lewocza) är en stad i Slovakien. Staden som har en yta av 64,04 km² har en befolkning, som uppgår till 14 677 invånare (2005).